# Пьовани, Никола
Никола Пьовани (итал. Nicola Piovani; род. 26 мая 1946, Рим) — итальянский классический музыкант и композитор. Обладатель «Оскара» за лучшую оригинальную драматическую музыку к фильму Роберто Бениньи «Жизнь прекрасна»

## Биография
Высшее образование получил в Университете Ла Сапиенца в Риме. В 1967 году получил диплом по классу фортепиано в Миланской консерватории имени Верди, а затем учился оркестровке у греческого композитора Маноса Хаджидакиса.
Широкую известность получил как автор музыки к фильмам Федерико Феллини «Интервью», «Джинджер и Фред» и «Голос луны». В 1998 году удостоился премии «Оскар» за саундтрек к фильму «Жизнь прекрасна». Номинировался на Грэмми в категории «Лучшая инструментальная композиция для визуальных медиа» (2000).
В 2005 году входил в жюри 27-го Московского кинофестиваля. 
В 2008 году получил звание кавалера Ордена Искусств и литературы Франции. 
Автор музыки более чем к 130 фильмам. Параллельно с кинокарьерой создаёт камерную музыку и произведения для музыкального театра. В 2022 году дебютировал как оперный композитор с работой «Amorosa presenza» (Театр Верди, Триест).

## Награды и признание

### Государственные награды
- Командор Ордена «За заслуги перед Итальянской Республикой» (2001)[8]
- Кавалер Ордена Искусств и литературы (Франция, 2008)[9]

### Кинопремии
- Оскар (1999) — Лучшая оригинальная музыка к фильму «Жизнь прекрасна»
- Давид ди Донателло — Лучшая музыка:
  - 1986 — «Джинджер и Фред»
  - 1994 — «Дорогой дневник»
  - 2001 — «Комната сына»
  - 2022 — «Братья Де Филиппо»
- Серебряная лента — Лучшая музыка:
  - 1991 — за работы к фильмам «Голос луны», «Во имя народа-короля», «Тёмная болезнь», «И свет во тьме светит»
  - 2003 — «Пиноккио»
  - 2006 — «Тигр и снег»
  - 2015 — «Голодные сердца»

### Прочие награды
- Почётный доктор Университета Перуджи (2022)
- Почётная степень Университета Пармы в области истории и критики искусств (2022)[10]